# Agritubel
Agritubel è una società francese con sede a Loudun (dipartimento della Vienne). È leader mondiale nella fabbricazioni di strutture tubulari per l'allevamento dei bovini. Fondata del 1988, è nota anche per essere stata, dal 2005 al 2009, il main sponsor della squadra ciclistica omonima.
La società è diretta da José Fornes.